# Jeanne Siméon
Jeanne Siméon (sinh ngày 28 tháng 7 năm 1952) là một chính trị gia người Seychelles hiện giữ chức Bộ trưởng Môi trường sống, Đất đai, Cơ sở hạ tầng và Giao thông đường bộ kể từ ngày 27 tháng 4 năm 2018.
Trước đây Siméon từng giữ chức Phó Bí thư Nội các tại Văn phòng Tổng thống từ tháng 10 năm 2016 cho đến khi được bổ nhiệm làm Bộ trưởng trong Bộ Gia đình mới thành lập vào ngày 15 tháng 3 năm 2017. Simeon được đào tạo tại Đại học York và Đại học Leeds. Sau khi làm giáo viên, Siméon giữ chức vụ Bộ trưởng Giáo dục tại Bộ Giáo dục 